# 東順治
東 順治（ひがし じゅんじ、1946年10月6日 - 2023年10月17日）は、日本の政治家。
衆議院議員（7期）、防衛政務次官（羽田内閣）、公明党副代表などを歴任した。

## 経歴
1946年10月3日、福岡県若松市に生まれる。1962年3月、若松市立第五中学校を卒業。1965年3月、八幡大学附属高等学校を卒業。
1969年3月、北九州大学外国語学部米英学科を卒業。
1990年2月18日、第39回衆議院議員総選挙に公明党公認候補として旧福岡2区から立候補し、初当選。1993年7月18日、第40回衆議院議員総選挙で2選。
1994年、羽田内閣が発足し、神田厚防衛庁長官の下で防衛政務次官に就任。
1996年10月20日、小選挙区比例代表並立制の下で初めて行われた第41回衆議院議員総選挙において福岡4区から新進党公認候補として立候補し、自民党の渡辺具能に敗れて落選。
1997年12月27日、新進党の両院議員総会において新進党分党を決定し、同月31日、政党助成法に基づく手続きを完了して同分党。1998年1月4日、新進党解党に伴い、新党平和に参加。1998年3月31日、新進党比例区選出の愛野興一郎が同月20日に死去したことに伴い、比例九州ブロックから繰上補充により当選。
1998年11月17日、衆参統一の公明党の再結成に参加。2002年10月、党国会対策委員長太田昭宏の退任に伴い国会対策委員長に就任。2005年9月、党国会対策委員長を漆原良夫に譲り、党副代表に就任。2012年12月、第46回衆議院議員総選挙には出馬せず、政界を引退。
2023年10月17日、肺炎のため福岡県古賀市の病院で死去。77歳没。

## 主な所属議員連盟
- 北京オリンピックを支援する議員の会
- 日韓海底トンネル推進議連
- 日朝国交正常化推進議員連盟

## 役職歴
- 内閣
  - 防衛政務次官

- 衆議院
  - 経済産業委員会委員長

- 公明党
  - 国会対策委員長
  - 副代表
  - 参議院選挙対策本部副本部長
  - 政治改革本部長
  - 安全保障部会顧問
  - 福岡県本部顧問